# Ledec
Ledec je vesnice, část městyse Choltice v okrese Pardubice. Nachází se asi 2,5 km na jihozápad od Choltic nad Mlýnským potokem v rekreační oblasti. V roce 2009 zde bylo evidováno 71 adres. V roce 2001 zde trvale žilo 47 obyvatel.
Ledec je také název katastrálního území o rozloze 2,25 km2.

## Historie
Obec je velmi stará, existovala již v době románské. Románské vesnice si lze představit jako malé osady uprostřed ostrůvků obdělané půdy, které obklopovaly rozsáhlé husté a těžko prostupné lesy. V raném středověku vypadala vesnice zcela jinak než dnes.[zdroj?]
Jméno Ledce znamenalo původně „malá lada“, tedy pustá nezoraná půda. Časem se na staré slovo ledce a tedy i na význam názvu obce zapomnělo. Lidé se pak domnívali, že nejpravděpodobněji název vznikl od množství rybníků obklopených lesy, kde vydržely nejdéle zamrzlé. Proto se zde až do pozdních jarních měsíců těžil ve velkém led pro přírodní chladničky tzv. ledárny.[zdroj?]
Ledce byly kdysi sídlem vladyků. Prastará tvrz stávala na místě čp.1, o které je první písemná zmínka roku z 1185. Kdy tvrz zanikla, známo není, ale v 18. století toto stavení bylo hospodou. Tedy z osudů tohoto prastarého sídla vladyků z Ledcí je známo velmi málo.[zdroj?]